# Issam Tej
Issam Tej (ara. عصام تاج) (Tunis, Tunis, 29. srpnja 1979.) je tuniški rukometaš. Tej igra na poziciji pivota te trenutno nastupa za katarski El Jaish SC.

## Karijera
Tej je karijeru započeo u Espérance Tunisu dok je od 2006. član francuskog Montpelliera. Od 2008. do 2012. Issam Tej je s klubom osvojio pet uzastopnih naslova rukometnog prvaka Francske.
Za reprezentaciju Tunisa je debitirao 1999. godine te je s njome bio četvrti na Svjetskom prvenstvu 2005. kojem je upravo Tunis bio domaćin.
Također, Issam Tej je s reprezentacijom osvojio četiri zlata na Afričkom rukometnom prvenstvu (2002., 2006., 2010. i 2012.). Uz te uspjehe, tu su i srebro i bronca na Mediteranskim igrama u Tunisu i Almería.

## Vanjske poveznice
|  | Zajednički poslužitelj ima još gradiva o temi Issam Tej |

- Issam Tej na HEF Champions League.com
- Profil rukometaša na web stranici OI 2012. u Londonu
- Handball-academy.com[neaktivna poveznica]